# Hadrodontes antinorii
Hadrodontes antinorii är en fjärilsart som beskrevs av Storace 1948. Hadrodontes antinorii ingår i släktet Hadrodontes och familjen praktfjärilar. Inga underarter finns listade i Catalogue of Life.